# کابرا دل کامپ
کابرا دل کامپ (به اسپانیایی: Cabra del Camp) یک شهرستان در اسپانیا است که در استان تاراگونا واقع شده‌است.